# 쿄오토코
쿄오토코(京男)는 쟈니즈 Jr. 내의 유닛이다. 현재는 이 유닛으로 활동하고 있지 않다.

## 멤버
- 니타 나오토
- 센자키 료타
- 무로 마사야

### 전 멤버
- 와타나베 레이야 (2011년 9월 퇴소)

## 같이 보기
- 쟈니즈 사무소